# NGC 5977
NGC 5977 (другие обозначения — UGC 9967, MCG 3-40-23, ZWG 107.23, NPM1G +17.0561, PGC 55769) — линзообразная галактика (SB0) в созвездии Змея.
Этот объект входит в число перечисленных в оригинальной редакции «Нового общего каталога».